# جین د پال
جین د پال (انگلیسی: Gene de Paul؛ ۱۷ ژوئن ۱۹۱۹ – ۲۷ فوریهٔ ۱۹۸۸) یک موسیقی‌دان اهل ایالات متحده آمریکا بود.